# Thomas Nordahl
Thomas Gunnar Nordahl (Norrköping, 24 maggio 1946) è un ex calciatore e allenatore di calcio svedese, di ruolo centrocampista.

## Carriera

### Club
Figlio di Gunnar Nordahl, ha debuttato, nel calcio professionistico, nel 1964 con il Degerfors, all'età di 18 anni. L'anno successivo al suo esordio, viene acquistato dall'Örebro dove conquista subito un posto da titolare. Nel 1968 viene ingaggiato dalla Juventus, ma con le nuove direttive sugli acquisti degli stranieri nel campionato italiano uscite quell'anno, venne mandato in prestito all'Anderlecht per tre anni consecutivi. Nel 1971 decide di tornare all'Örebro dove gioca fino al 1980. Conclude la propria carriera nel 1981, disputando la sua ultima stagione da calciatore nel Forward.

### Nazionale
Ha preso parte, insieme alla Nazionale di calcio della Svezia, al campionato del mondo 1970.
Nordahl, nella nazionale di calcio della Svezia, ha totalizzato 15 presenze in cui ha segnato 5 gol.

### Allenatore
Dopo aver smesso di giocare a calcio ha intrapreso la carriera di allenatore, continuata fino al 1995. È stato alla guida dell'Aalesund dal 1986 al 1988.